# László Hortobágyi
László Hortobágyi (* 1950 in Budapest) ist ein ungarischer Vertreter der Weltmusik.
Hortobágyi studierte Musikwissenschaft und Indologie und arbeitete daneben als Orgelbauer in Ungarn. Seit 1967 unternahm er mehrere Reisen nach Nordindien, wo er die traditionelle Musik studierte und das Spiel von Instrumenten wie Tabla, Sitar, Rudra vina und Surbahar erlernte.
1980 gründete er die Musikgesellschaft Gayan Uttejak Mandal, die er nach der von Kaikhushro Kabraji 1870 in Mumbai gegründeten Gesellschaft benannte. Deren bekanntestes Mitglied war der Musikwissenschaftler Vishnu Narayan Bhatkhande. Die Mitglieder von Hortobágyis Vereinigung widmen sich dem Studium, der Komposition und Aufführung traditioneller Musik aus dem arabischen und indischen Raum. 1984 gründete er die Oriental Music Archives.
Neben seiner Tätigkeit als Komponist und ausführender Musiker verfasste Hortobágyi mehrere musikwissenschaftliche Schriften. Er ist Mitglied des Forschungsprojektes für Computermusik des Institutes für Musikwissenschaft der Ungarischen Akademie der Wissenschaften.
Hortobágyis 1988 geborene Tochter Nóra Hortobágyi spielt in seinem Gāyan Uttejak Orchestra mit.

## Diskographie

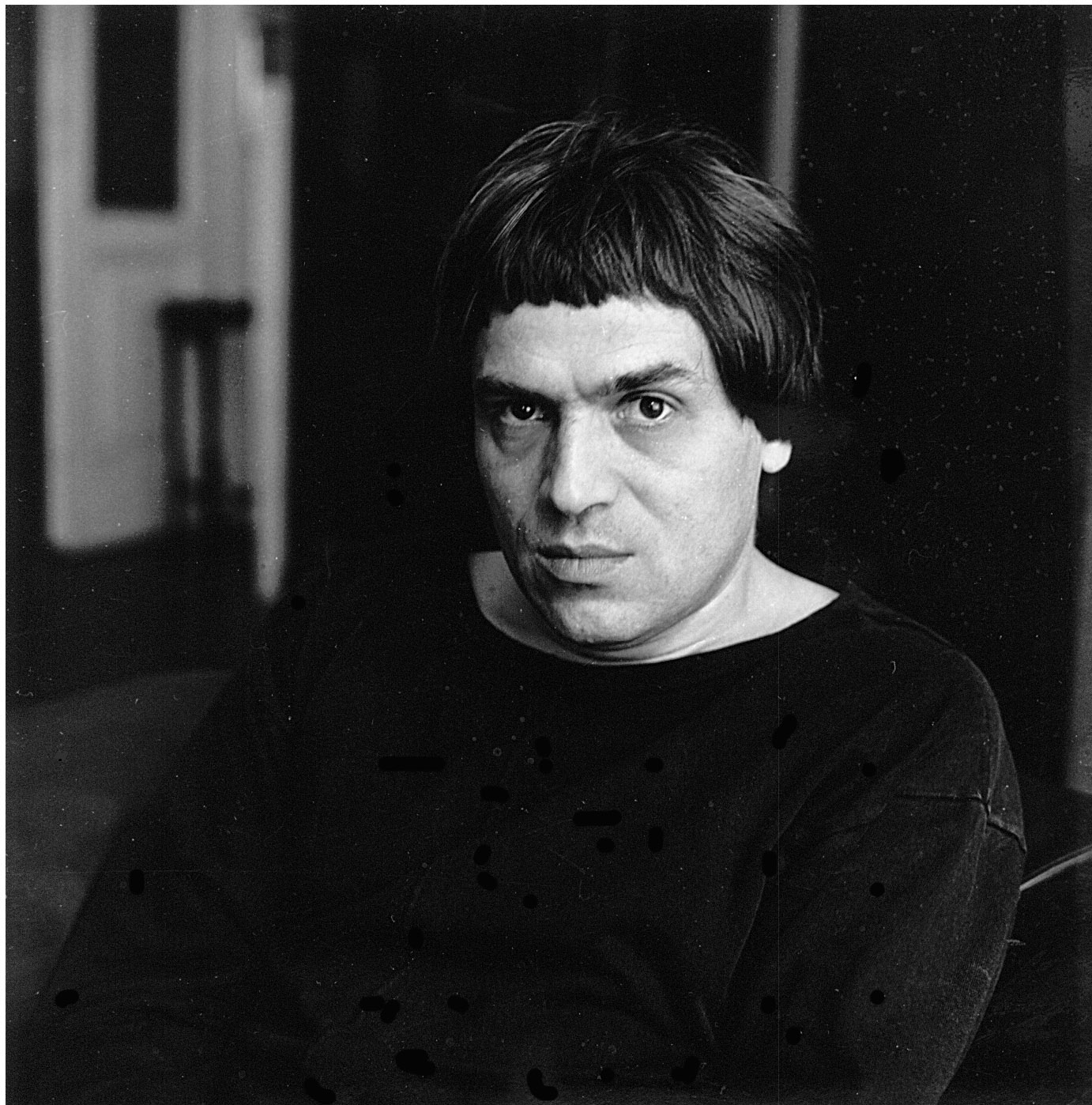
László Hortobágyi, 1997

- 1987 Transreplica Meccano LP-HM007/1988
- 1987 Op Transreplica Meccano Staalplaat STCD054/1993
- 1987 Transmeccano Replica Guo-ang
- 1989 Traditional Music of Amygdala Erdenklang CD91349/1991
- 1989 Amygdala Expedition Guo-ang
- 1990 6th All India Music Conference Erdenklang CD50872/1995
- 1990 Ántim Bháratiya Sangeet Sammelan Guo-ang
- 1992 The Arcadian Collection Erdenklang CD40682/1994
- 1992 Corpus Arcadian Guo-ang
- 1992 Ritual Music of the Fomal-Hootal-Ganoubī Erdenklang CD40787/1994
- 1992 Fomalhaut Hájj Guo-ang
- 1994 Summa Technologiae Tone Casualties TC9825/1996
- 1994 Technoglyphics Guo-ang
- 1995 Terra Dei Erdenklang CD60942/1996
- 1995 Gaia Dei Guo-ang
- 1996 Transglobal and Magic Sound of L Hortobágyi Network Medien 24409/1996
- 1996 Songs from Hungisthan InterHL 0097/1997
- 1996 Song of Hungisthan Vol I Guo-ang
- 1996 Hortadamus Guo-ang
- 1996 Memesis Erdenklang CD81052/1998
- 1996 Mémesys Guo-ang
- 1996 Sangeet Novus Sensus I. Bahia CDP-097/1997
- 1997 Sangeet Novus Sensus II. Arka Sound EFA22119-2/2000
- 1997 Sangeet Novus Sensus III. Guo-ang
- 1997 Fata-organa BMC 068/2000
- 1997 Chill Out Tua-Nova Tekk NT D9050824/1998
- 1998 Aeon (MuseumVersion) MNM LH-281098/1998
- 1998 Aeon (Arqa version) Arka Sound CD-33120/2002
- 1998 Aeon (Guo version) Guo-ang
- 1999 Songs from Hungisthan II. Arka Sound CD-22114/1999
- 1999 Songs of Hungisthan Vol II. Guo-ang
- 2000 A Brief History of Guo Arka-EFA 33112-2/2001
- 2000 The Guo Collection Guo-ang
- 2000 el-Horto Ang Arka Sound CD-33117/2000
- 2000 el-Horto Ang Guo-ang-CD 081-99/2008
- 2000 Sangit-Sammelan, Guo-Live Arka Sound CD-33119/2000
- 2000 Sangeet Sammelan Guo-ang
- 2003 Mixology Arka Sound CD-33118/2003
- 2003 Mixology Guo-ang
- 2005 Memix MOME CD001-05/2005
- 2005 Memix Guo-ang-CD 091-98/2009
- 2006 Babel (2CD) Guo-ang-CD 092-97/2009
- 2007 Guonthology (3CD) Guo-ang
- 2008 Guo-Caleidoscope 2004-2007 Guo-ang
- 2008 Ambiguo Guo-Ang-CD 093-96/2009
- 2009 Guo-Caleidoscope 2008-2009 Guo-Ang
- 2009 Transociety Tulpa Guo-Ang-CD 094-95/2009
- 2009 Guo-Caleidoscope III. Guo-Ang
- 2010 Entransociety NarRator Records
- 2010 KurtáGuorchestra Ecm-Live 2010 Guo-Ang
- 2010 Gabevaildenor Guo-Ang/2010
- 2011 Terranomia Guo-Ang/2011
- 2011 Hibernova Guo-Ang/2011
- 2011 Moon-Sun Yogatma Project
- 2013 Last Tour on this Planet. (2 CD) Guo-ang CD-2013
- 2014 Earthling'ua. (2 CD) Guo-ang CD-2014
- 2015 Exilium (Hortozora-Live). Guo-ang CD-2015-01
- 2015 Metagaia. Guo-ang CD-2015-02
- 2016 Barokritis. Guo-Ang CD-2016-01
- 2017 Alterra. Guo-Ang CD-2017-01
- 2018 Kirana Baroque Sangeet (NKAMyX). Guo-Ang CD-2018-01
- 2018 Kitezh Chronicles. Guo-Ang CD-2018-02
- 2018 Szimmaren Libro de Madrighazali MMXVIII. Guo-Ang CD-2018-03
- 2019 Summa Myxologiae. Guo-Ang CD-2019-01

SideProjects
- 1982 Classical Indian Music – Shri Anthony Dás Hungaroton SLPX-18080/1982
- 1995 Világfa MNM 001/1996 / Fono 0632/99
- 1996 Rosebuds in a Stoneyard Erdenklang CD60892/1996
- 1996 Hyro Sizen Sineido Tone Casualties TC9710/1996
- 1998 Suns of Arqa meet the Gáyan Uttejak Orchestra Vol 1. Arka Sound CD-22113/1999
- 2000 Suns of Arqa meet the Gáyan Uttejak Orchestra Vol2 “Universe City” EMI CD 724353496821/2000
- 2001 Suns of Arqa ”Solar Activity” EMI CD 724353159221/2001
- 2002 Suns of Arqa ”Seven” Arka Sound CD-33125/2002
- 2006 Attila József Istenem Magyar Rádio PIM004/2006
- 2008 György Kurtág Jr., László Hortobágyi, Miklós Lengyelfi: Kurtagonals. ECM 2097/2009
- 2009 Világfa - Replant. Sirenvoices EAN 5999882756042
- 2010 József-Attila Csak-ámulok-hogy-elmulok. Angelus CD JEL011-2011
- 2017 Female Voice. Sirenvoice SVCD06-2017
- 2017 Living Totem-Kraak Waaz Raw Effort. Ant-Zen 821272401223
- 2019 Gaia-sutra. Finnlandea LP-2019

RadioWorks
- 2001–2005 West-EastDiwan Series Magyar Rádiō-Petōfi (broadcasted with Tamas Turai) 90 hourseries on Hungarian Radio
- 2004 Acid-Hindusthan Magyar Rádiō-Petōfi (broadcasted)
- 2004 Alien-Paradigma Magyar Rádiō-Petōfi (broadcasted)

Compilations
- 1991 Looking East-Electronic East Erdenklang CD91348
- 1994 MagicAge III. Erdenklang CD40722
- 1995 Travel with the Global Beat Erdenklang CD58852
- 1996 Passage to India EMI724383683529
- 1996 Deus Ex Machina Darkstar-Indigo1368-2
- 1997  Azelfafage KozmopliI GR-KO198
- 1997 InDreams EMI-724388548728
- 1997 Oriental Obsession Polygram 535846-2
- 1998 Origins Brown M60892
- 1998 EthnicVoices-Songs EMI 49552128
- 1998 Mother Earth Virgin EMI-724384706326
- 1999 Morning-Night KochR333192
- 1999 The NP Compilation EMIMinos 49947429
- 1999 World Festival of Sacred Music CCn'Coo692
- 2000 Music from the Edge Vol 2. Margen Rec o600
- 2000 Return To The Source RTTSCD11
- 2001 Dub Local ChiClCdo2
- 1979–2001 Suns of Arqa: Solar Activity EMI724353159221
- 2002 Suns of Arqa: Seven Arka Sound33125
- 2002 Etchno-Transzramagyar GHCD-oo1
- 2003 Romanotrip GHCD-oo3
- 2003 Oriental Garden (by Gülbahar Kültür) Soulstaroooooo 5CLS
- 2006 Hungry for Hungary: Global Beat Hungarofest 2006-2007 / HFEST-MXH 004
- 2007 Vetettem Gyöngyöt Etnofon ER_CD094
- 2007 Hungry For Hungary: Folk World Music- 2007 / HFEST-MXH 006